# 倉島至
倉島 至（くらしま いたる、1901年（明治34年）6月19日 - 1993年（平成5年）3月4日）は、日本の政治家。長野県長野市長（2期）。
長男はジャーナリストの倉嶋康、弟は気象学者の倉嶋厚。

## 経歴
長野市生まれ。旧制長野中学（現長野県長野高等学校）、旧制松本高校文科甲類を経て、1925年東京帝国大学法学部法律学科卒業。1925年朝鮮総督府に奉職。終戦時は慶尚北道内務部長、1946年引揚げ。1947年法政大学工業専門学校の教授から長野市助役となる。1951年長野県地方労働委員会事務局長。
1954年の長野市長選挙に立候補して初当選し、2期務めた。
在任中は飯綱高原の観光開発に乗り出し、スキー場やキャンプ場などを開設。フロリダ州クリアウォーターとの姉妹都市提携に尽力した。1962年に退任し、1967年から長野国際親善クラブ会長。1968年長野地裁調停委員となる。日韓協会長野県支部長。1974年勲四等瑞宝章、1992年外務大臣表彰。

## 著書
- 「私と韓国」1985年
- 「大峰城」1992年